# Malanhoui
Malanhoui è un arrondissement del Benin situato nella città di Adjarra (dipartimento di Ouémé) con 13.167 abitanti (dato 2006).